# Ла-Кросс (Вісконсин)
Ла-Кросс (англ. La Crosse) — місто (англ. city) в США, в окрузі Ла-Кросс штату Вісконсин. Населення — 52 680 осіб (2020). Розташоване у місці впадіння річки Блек Рівер і річки Ла-Кросс у Міссісіпі.

## Історія
Як місто Ла Крос був заснований у 1856 році. Першими європейцями, які прибули на територію сучасного Ла Крос, були французькі торговці хутром, які подорожували по річці Міссісіпі в XVII столітті. Ім'я місту дав американський дослідник Зебулон Пайк, який помітив місцевих індіанців за грою в лакросс.

## Географія
Ла-Кросс розташована за координатами 43°49′33″ пн. ш. 91°13′27″ зх. д. / 43.82583° пн. ш. 91.22417° зх. д. (43.825866, -91.224245). За даними Бюро перепису населення США в 2010 році місто мало площу 58,37 км², з яких 53,14 км² — суходіл та 5,24 км² — водойми. В 2017 році площа становила 61,68 км², з яких 56,28 км² — суходіл та 5,40 км² — водойми.

### Клімат
Ла Крос знаходиться в центрі північної частини США, клімат якої помірно-континентальний. Найтепліший місяць — липень, коли середня денна температура сягає 29 °C, а вночі опускається до 18 °C. Січень — найхолодніший місяць з максимальною середньою температурою в −4 °C і нічною температурою приблизно −14 °C.
| Клімат : Ла-Кросс       | Клімат : Ла-Кросс | Клімат : Ла-Кросс | Клімат : Ла-Кросс | Клімат : Ла-Кросс | Клімат : Ла-Кросс | Клімат : Ла-Кросс | Клімат : Ла-Кросс | Клімат : Ла-Кросс | Клімат : Ла-Кросс | Клімат : Ла-Кросс | Клімат : Ла-Кросс | Клімат : Ла-Кросс | Клімат : Ла-Кросс |
| Показник                | Січ.              | Лют.              | Бер.              | Квіт.             | Трав.             | Черв.             | Лип.              | Серп.             | Вер.              | Жовт.             | Лист.             | Груд.             | Рік               |
| Абсолютний максимум, °C | 13,9              | 18,3              | 28,9              | 33,9              | 41,7              | 38,9              | 42,2              | 40,6              | 38,3              | 33,9              | 26,7              | 19,4              | 42,2              |
| Середній максимум, °C   | −3,4              | −0,3              | 6,6               | 15,2              | 21,5              | 26,7              | 28,9              | 27,5              | 22,9              | 15,5              | 6,6               | −1,6              | 13,9              |
| Середній мінімум, °C    | −12,8             | −10,2             | −3,8              | 3,3               | 9,3               | 14,7              | 17,3              | 16,3              | 11,3              | 4,7               | −2,2              | −9,9              | 3,2               |
| Абсолютний мінімум, °C  | −41,7             | −37,8             | −33,3             | −13,9             | −3,3              | 0,6               | 6,7               | 1,7               | −4,4              | −14,4             | −29,4             | −38,3             | −41,7             |
| Норма опадів, мм        | 28                | 27                | 52                | 85                | 89                | 110               | 108               | 109               | 90                | 55                | 51                | 35                | 840               |
| Днів з опадами          | 9,1               | 8,0               | 9,8               | 11,2              | 11,9              | 11,5              | 10,4              | 9,8               | 9,6               | 9,3               | 9,0               | 9,2               | 118,8             |
| Днів зі снігом          | 7,8               | 6,4               | 4,3               | 1,2               | 0                 | 0                 | 0                 | 0                 | 0                 | 0,3               | 3,1               | 7,0               | 30,1              |
| ----------------------- | ----------------- | ----------------- | ----------------- | ----------------- | ----------------- | ----------------- | ----------------- | ----------------- | ----------------- | ----------------- | ----------------- | ----------------- | ----------------- |
| Джерело: NOAA           |                   |                   |                   |                   |                   |                   |                   |                   |                   |                   |                   |                   |                   |

## Демографія
Згідно з переписом 2010 року, у місті мешкало 51 320 осіб у 21 428 домогосподарствах у складі 9691 родини. Густота населення становила 879 осіб/км². Було 22628 помешкань (388/км²).
Расовий склад населення:
| - 89,8 % — білих - 4,9 % — азіатів - 2,3 % — чорних або афроамериканців - 0,6 % — корінних американців |

До двох чи більше рас належало 2,1 %. Частка іспаномовних становила 2,0 % від усіх жителів.
За віковим діапазоном населення розподілялося таким чином: 16,2 % — особи молодші 18 років, 70,7 % — особи у віці 18—64 років, 13,1 % — особи у віці 65 років та старші. Медіана віку мешканця становила 29,2 року. На 100 осіб жіночої статі у місті припадало 91,9 чоловіків; на 100 жінок у віці від 18 років та старших — 89,4 чоловіків також старших 18 років.
Середній дохід на одне домашнє господарство становив 54 102 долари США (медіана — 40 725), а середній дохід на одну сім'ю — 73 190 доларів (медіана — 57 690). Медіана доходів становила 37 000 доларів для чоловіків та 31 299 доларів для жінок. За межею бідності перебувало 23,9 % осіб, у тому числі 19,4 % дітей у віці до 18 років та 7,3 % осіб у віці 65 років та старших.
Цивільне працевлаштоване населення становило 28 586 осіб. Основні галузі зайнятості: освіта, охорона здоров'я та соціальна допомога — 31,0 %, роздрібна торгівля — 15,8 %, мистецтво, розваги та відпочинок — 14,2 %.

## Освіта
У Ла Кроссі знаходяться 21 початкових і середніх шкіл, коледж «Western Technical College», університет Viterbo і University of Wisconsin-La Crosse.

## Транспорт
Місто має муніципальний аеропорт, який приймає понад півмільйона пасажирів на рік, розгалуженою мережею автодоріг. На Міссісіпі проходить значний обсяг вантажів переважно на баржах. Також через місто проходить 2 залізничних шляхи.

## Економіка
Найважливіші підприємства: дві великі лікарні із загальним персоналом близько 10 тис. чол., Завод з виробництва кондиціонерів, на якому зайнято більше 2 тис. робочих, і пивоварний завод.

## Персоналії
- Форд Стерлінг (1882—1939) — американський комік і актор
- Ед Ґейн (1906—1984) — один із найвідоміших убивць в історії Сполучених Штатів
- Джозеф Лоузі (1909—1984) — американський і британський театральний та кінорежисер.

## Міста-побратими
- Бантрі, Ірландія
- Дубна, Росія
- Епіналь, Франція
- Фрідберг (Баварія), Німеччина
- Ферді, Норвегія
- Лоян, Китай